# Gulfenad tonfisk
Gulfenad tonfisk (Thunnus albacares), även kallad gulfening, är en tonfiskart som lever i de flesta tropiska och subtropiska hav.

## Utseende
Arten påminner om andra tonfiskar med sin mörkblå, metallglänsande rygg och silverfärgade buk med oregelbundna streck. Kännetecknande för arten är emellertid att fenorna är klargula (stjärtfenan kan dock vara svart). Även sidor och buk har en gulaktig anstrykning. Den har dessutom ett klargult längsband på varje sida. Den andra ryggfenan är mycket hög. Artens längd brukar gå upp till 150 cm. Längsta exemplaret som registrerats var 280 cm, och det tyngsta exemplaret vägde 400 kg. "Normal" maxvikt ligger kring 200 kg. 

## Vanor
Arten är en pelagisk art som vanligtvis håller till mellan havsytan och 100 m. Den kan gå djupare, men på grund av sitt stora syrebehov går den knappast längre ner än 250 m.. Den bildar gärna stim, inte bara med den egna arten, utan också (och oftare) med andra fiskar av ungefär samma längd. I östra Stilla havet har den även iakttagits simma tillsammans med delfiner. Arten tar ett stort urval av fisk, tillsammans med bläckfisk samt kräftdjur som räkor, krabbor och hummer.

### Fortplantning
Arten leker året runt, men framför allt under sommaren. Honan kan lägga flera miljoner ägg per år. Äggen, såväl som larverna är pelagiska.

## Utbredning
Den gulfenade tonfisken finns i de flesta av världens tropiska och subtropiska hav mellan 40°N och 35°S. Den undviker dock Medelhavet. Arten är den mest tropiska arten i sitt släkte.

## Kommersiellt utnyttjande
Arten är en populär matfisk, som fiskas intensivt, ofta med snörpvad, även om spöfiske fortfarande förekommer. Vanligtvis saluförs den frusen och konserverad, men även färsk och rökt. IUCN klassificerar den som livskraftig ("LC"), men påpekar att uppgiften är föråldrad. Den är emellertid rödlistad av Greenpeace.